# Josef Eisl (Politiker, 1964)

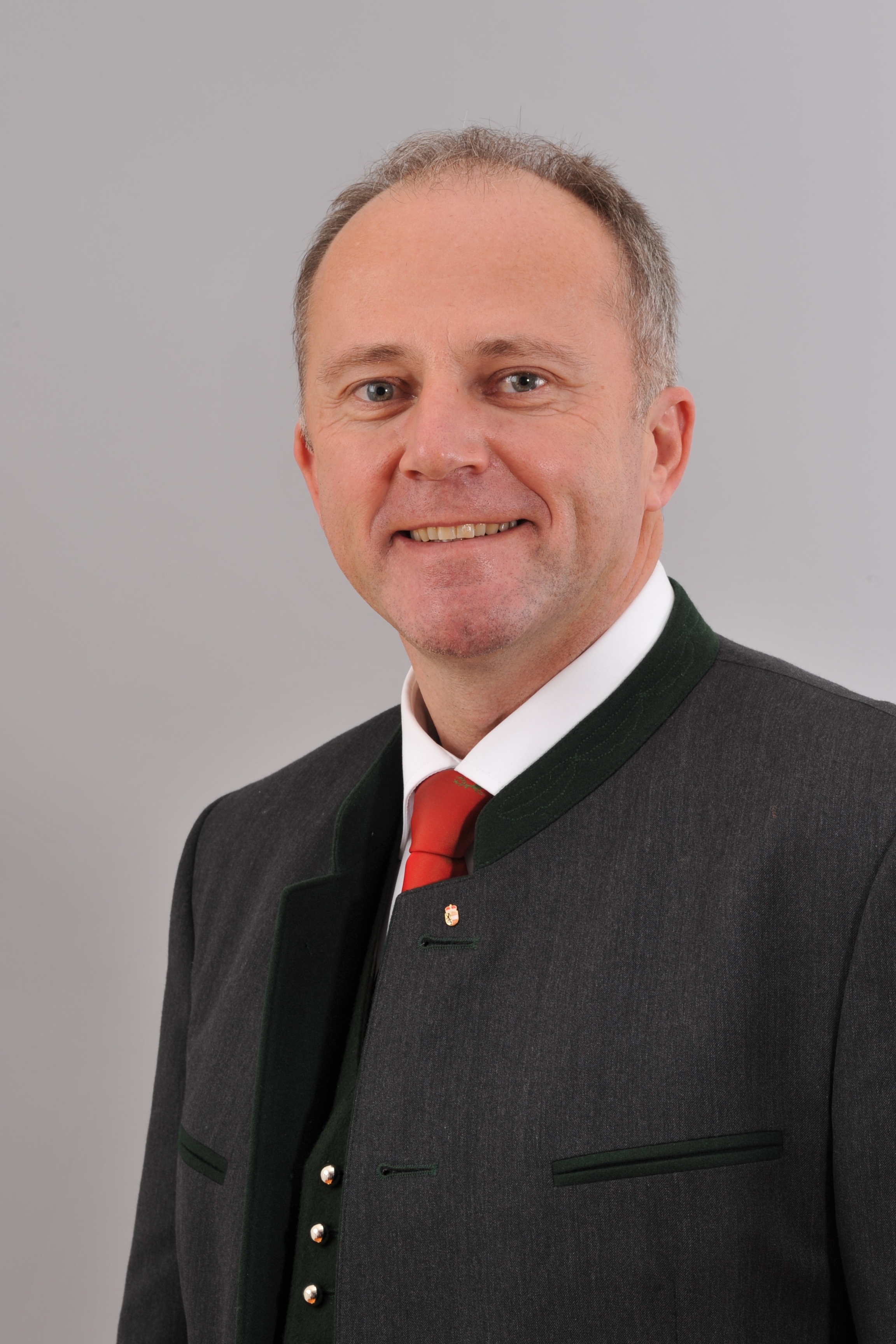
Josef Eisl (2012)

Josef Eisl (* 27. März 1964 in Abersee bei St. Gilgen) ist ein österreichischer Landwirtschaftsmeister und Politiker. Er war von 1997 bis 2013 Mitglied der Salzburger Landesregierung.

## Ausbildung und Beruf
Eisl wurde als ältester Sohn des Stoffenbauer in Zinkenbach (heute Abersee) geboren. Er besuchte die Volks- und Hauptschule und absolvierte danach die landwirtschaftliche Fachschule in Kleßheim. Nach dem Abschluss seiner Ausbildung legte Eisl die Meisterprüfungen für die Landwirtschaft und Forstwirtschaft ab und absolvierte zudem die Facharbeiterprüfung für das Molker- und Käsergewerbe. In der Folge übernahm er 1990 den Biobauernbetrieb seiner Eltern in Abersee, das Stoffengut. Auf dem Biobauernhof werden seit mehr als 15 Jahren Schafmilchspezialitäten erzeugt. Im Rahmen der Verleihung des Ceres Awards wurde er als Biolandwirt des Jahres 2018 ausgezeichnet.

## Politik
Eisl sammelte seine ersten politischen Erfahrungen in der Gemeindevertretung von Sankt Gilgen und in der Jungen ÖVP. Seit 2004 führt Eisl die Ressorts Land- und Forstwirtschaft, Energie, Naturschutz, Wasserwirtschaft, Jagd und Fischerei, Bau-, Straßen- und Feuerpolizeirecht, am 22. April 2009 übernahm er zudem das Ressort für Personalangelegenheiten und Wasserrecht. Mit der Angelobung der Landesregierung Haslauer jun. I schied Eisl als Landesrat aus.

## Privates
Eisl ist verheiratet und Vater von sieben Kindern. 